# Graphosoma lineatum
Graphosoma lineatum is een wants uit de familie van de schildwantsen. Er werd lang gedacht dat G. lineatum dezelfde soort is als de pyjamawants (Graphosoma italicum) maar het DNA heeft uitgewezen dat het verschillende soorten zijn en dat G. italicum voorkomt in Europa en G. lineatum voorkomt in Noord-Afrika en op Sicilië.